# Karl Weise (Architekt)
Karl Weise, häufig auch Carl Weise, (* 12. April 1844 in Mellingen; † 15. September 1926 in Eisenach) war ein deutscher Architekt und Baubeamter des Großherzogtums Sachsen-Weimar-Eisenach.

## Leben
Weise studierte am Polytechnikum Dresden und bei dem Architekten Friedrich Hitzig in Berlin. 1881 ließ er sich in Erfurt nieder und bestand im Mai 1882 die Prüfung als Baumeister für Land- und Hochbau sowie für Wasser- und Wegebau. Er trat 1885 in den Staatsdienst des Großherzogtums Sachsen-Weimar-Eisenach ein und war von 1885 bis 1889 großherzoglicher Landbaumeister im IV. Verwaltungsbezirk mit Sitz in Dermbach (Rhön). Von 1889 bis 1896 arbeitete er im II. Verwaltungsbezirk mit Sitz in Apolda und von 1896 bis 1916 im III. Verwaltungsbezirk mit Sitz in Eisenach. 1916 erfolgte seine Versetzung in den Ruhestand.
Karl Weise veröffentlichte Studien zur Gestaltung protestantischer Kirchenbauten und meldete 1887 eine Dacheindeckung zum Patent an (D.R.P. Nr. 39199) an.

## Werk

### Bauten
- 1881–1883: evangelische Petrus-Johannes-Kirche in Tautenburg bei Jena
- 1883: evangelische Johanneskirche in (Erfurt-)Hochheim
- 1886–1887: evangelische St.-Peter-und-Paul-Kirche in Frankenheim (Rhön)
- 1886–1888: evangelische Stadtkirche in Tann (Rhön)
- 1889: Mehrfamilienhaus Emilienstraße 9 in Eisenach, im Auftrag des Rittergutsbesitzers August Ebert
- 1904: Villa Hainweg 36 in Eisenach, sog. Jugendschlösschen
- verschiedene Villen in Weimar und Apolda

### Schriften
- Studien zur baulichen Gestaltung protestantischer Kirchen. Fünfzig Entwürfe in einhundert Grundrissen. E. A. Seemann, Leipzig 1894. (OCLC 1075707928)